# ダリストロイ
ダリストロイ（ロシア語: Дальстро́й、英語: Dalstroy）または極北地方建設総局とは、1931年からソ連内務人民委員部（後のソ連国家保安委員会KGB）に属した特務機関で、当時コルィマ地方と呼ばれていたマガダン州およびチュクチ自治管区でおもに金の採掘とそれに必要な道路の建設を行なった。 
鉱山の管理は強制労働で行なわれ、延べ80か所にグラーグを開設した。グラーグの総面積は、1951年には3,000,000平方キロメートルに達したといわれる。こうした強制労働活動の中心地は、マガダン州の中心地・マガダンであった。
1932年に1,100人で始まった囚人数は急激に増えて、1952年には199,726人のピークに達し、その後減少した。
1953年のスターリンの死亡によって、ダリストロイは3機能に分割されて、しばらくしてからは経済的な活動を主にすることとなる。

## 船舶
囚人護送などに用いられる何隻かの船舶を所有していた。
- ヤゴーダ号、後にダリストロイ号と改名
- ジュルマ号 (SS Dzhurma)
- クル号
- フェリックス・ジェルジンスキー号
- インディギルカ号
- ソヴィエツカヤ・ラトヴィア号 (MV Sovetskaya Latviya)

## ダリストロイ歴代所長
- エドゥアルド・ベルジン (1932-1937年)
- カルプ・パヴロフ (1937-1939年)
- イワン・ニキショフ (1940-1948年)
- イワン・ペトレンコ (1948-1950年)
- I. L. ミトラコフ (1951-1956年)
- ユーリィ・チュグエフ(1956-1957年)

|  |  |  |  |  |